# Crossocerus
Genre

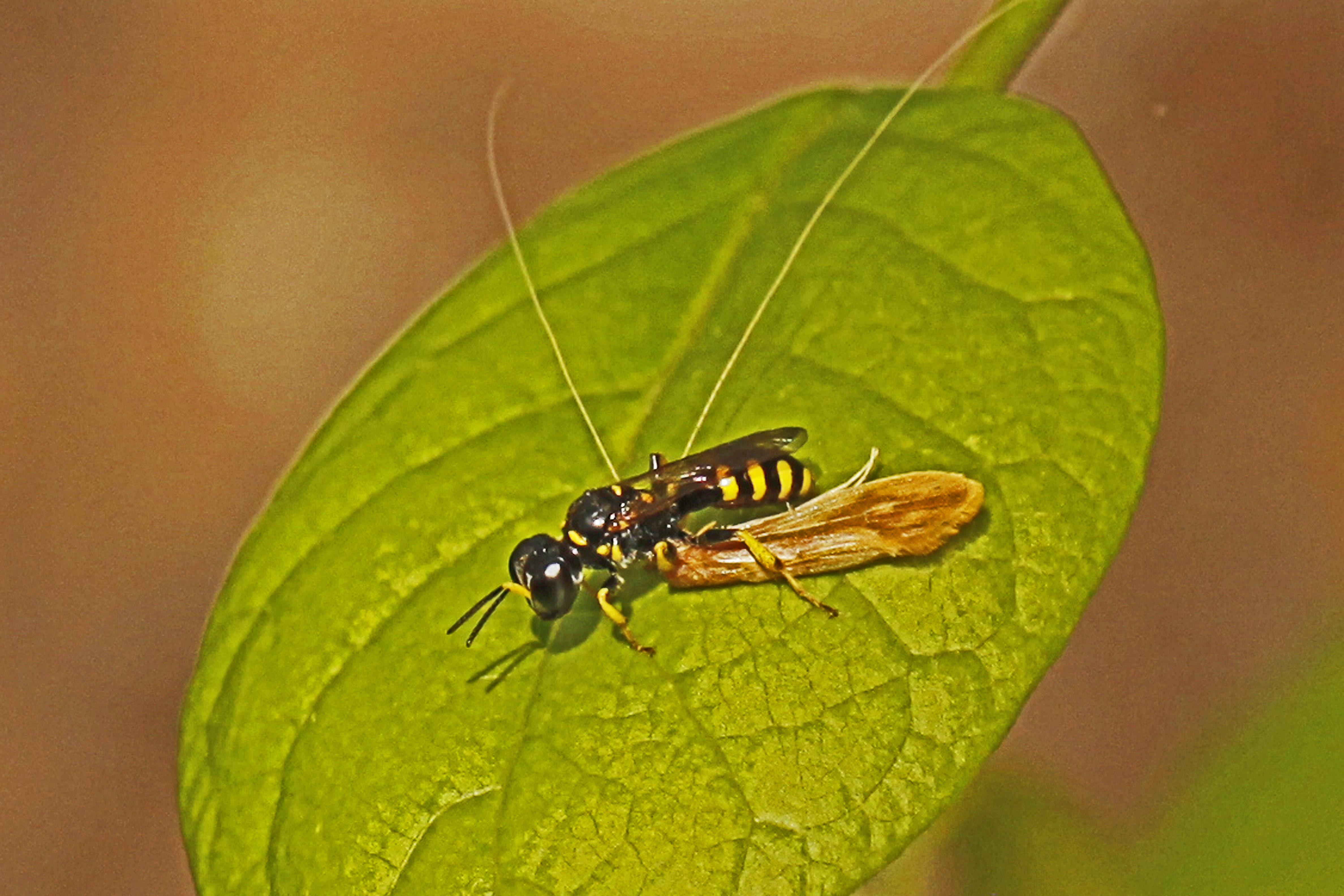
Crossocerus nitidiventris.

Crossocerus est un genre d'insectes hymenoptères (guêpes) de la famille des Crabronidae. Ce genre comporte environ 250 espèces.

## Liste de espèces européennes
Les espèces suivantes sont présentes en Europe :
- Crossocerus acanthophorus (Kohl, 1892)
- Crossocerus adhaesus (Kohl, 1915)
- Crossocerus annulipes (Lepeletier & Brulle, 1835)
- Crossocerus assimilis (F. Smith, 1856)
- Crossocerus barbipes (Dahlbom, 1845)
- Crossocerus binotatus Lepeletier & Brulle, 1835
- Crossocerus capitosus (Shuckard, 1837)
- Crossocerus cetratus (Shuckard, 1837)
- Crossocerus cinxius (Dahlbom, 1838)
- Crossocerus congener (Dahlbom, 1844)
- Crossocerus denticoxa (Bischoff, 1932)
- Crossocerus denticrus Herrich-Schaeffer, 1841
- Crossocerus dimidiatus (Fabricius, 1781)
- Crossocerus distinguendus (A. Morawitz, 1866)
- Crossocerus elongatulus (Vander Linden, 1829)
- Crossocerus exiguus (Vander Linden, 1829)
- Crossocerus guichardi Leclercq, 1972
- Crossocerus heydeni Kohl, 1880
- Crossocerus italicus Beaumont, 1959
- Crossocerus leucostoma (Linnaeus, 1758)
- Crossocerus lindbergi (Beaumont, 1954)
- Crossocerus lundbladi (Kjellander, 1954)
- Crossocerus megacephalus (Rossi, 1790)
- Crossocerus nigrita (Lepeletier & Brulle, 1835)
- Crossocerus ovalis Lepeletier & Brulle, 1835
- Crossocerus palmipes (Linnaeus, 1767)
- Crossocerus podagricus (Vander Linden, 1829)
- Crossocerus pullulus (A. Morawitz, 1866)
- Crossocerus quadrimaculatus (Fabricius, 1793)
- Crossocerus styrius (Kohl, 1892)
- Crossocerus subulatus (Dahlbom ,1845)
- Crossocerus tarsatus (Shuckard, 1837)
- Crossocerus toledensis Leclercq, 1971
- Crossocerus vagabundus (Panzer, 1798)
- Crossocerus varus Lepeletier & Brulle, 1835
- Crossocerus walkeri (Shuckard, 1837)
- Crossocerus wesmaeli (Vander Linden, 1829)

En France, l’INPN comptabilise 31 espèces présentes en 2025.

## Liste complète des espèces
Selon GBIF (18 juin 2025) :
- Crossocerus acanthophorus (Kohl, 1892)
- Crossocerus acephalus Leclercq, 1958
- Crossocerus adhaesus (Kohl, 1915)
- Crossocerus aeta Pate, 1944
- Crossocerus alticola Tsuneki, 1968
- Crossocerus amurensis (Kohl, 1892)
- Crossocerus angelicus (Kincaid, 1900)
- Crossocerus angolae Leclercq, 2008
- Crossocerus angulifemur Leclercq & Miller, 2000
- Crossocerus annandali (Bingham, 1908)
- Crossocerus annulipes (Lepeletier de Saint Fargeau & Brullé, 1835)
- Crossocerus antropovi Schmid-Egger, 2011
- Crossocerus aponis Tsuneki, 1984
- Crossocerus aposanus Tsuneki, 1984
- Crossocerus ardens (Cameron, 1890)
- Crossocerus ariminensis Terayama & Murota, 2016
- Crossocerus arnoldi Leclercq & Miller, 2000
- Crossocerus assamensis (Cameron, 1902)
- Crossocerus assimilis (F.Smith, 1856)
- Crossocerus aswad (Nurse, 1902)
- Crossocerus bajaensis Leclercq & Miller, 2000
- Crossocerus barbipes (Dahlbom, 1845)
- Crossocerus binicarinalis Li & Wu, 2003
- Crossocerus binotatus Lepeletier de Saint Fargeau & Brullé, 1835
- Crossocerus bispinosus de Beaumont, 1967
- Crossocerus bnun Tsuneki, 1971
- Crossocerus boharti Leclercq & Miller, 2000
- Crossocerus brahmanus Leclercq, 1956
- Crossocerus breviclypeatus Tsuneki, 1977
- Crossocerus brooksi Leclercq & Miller, 2000
- Crossocerus brunniventris (Arnold, 1932)
- Crossocerus bukavu Leclercq, 2008
- Crossocerus bulawayoensis (Arnold, 1932)
- Crossocerus burungaensis (Arnold, 1934)
- Crossocerus callani Pate, 1941
- Crossocerus cameroni Leclercq & Miller, 2000
- Crossocerus capax Leclercq, 2008
- Crossocerus capitalis Leclercq, 1958
- Crossocerus capitosus (Shuckard, 1837)
- Crossocerus carinicollaris Li & Wu, 2006
- Crossocerus cetratus (Shuckard, 1837)
- Crossocerus chiapensis Leclercq & Miller, 2000
- Crossocerus chromatipus Pate, 1944
- Crossocerus cinxius (Dahlbom, 1839)
- Crossocerus congener (Dahlbom, 1844)
- Crossocerus decorosus Leclercq & Miller, 2000
- Crossocerus decorus (W.Fox, 1895)
- Crossocerus denticoxa (Bischoff, 1932)
- Crossocerus denticrus Herrich-Schaeffer, 1841
- Crossocerus dimidiatus (Fabricius, 1781)
- Crossocerus distinguendus (A.Morawitz, 1866)
- Crossocerus distortus Leclercq, 1955
- Crossocerus domicola Tsuneki, 1971
- Crossocerus dutti Saini & Dey, 2022
- Crossocerus elongatulus (Vander Linden, 1829)
- Crossocerus emarginatus (Kohl, 1899)
- Crossocerus emirorum Leclercq, 1998
- Crossocerus epiri Leclercq, 2007
- Crossocerus eques (Nurse, 1902)
- Crossocerus eriogoni (Rohwer, 1908)
- Crossocerus esau de Beaumont, 1967
- Crossocerus evansi Leclercq & Miller, 2000
- Crossocerus exdentatus Li & L.F.Yang, 2002
- Crossocerus exiguus (Vander Linden, 1829)
- Crossocerus fabreorum Leclercq & Terzo, 2007
- Crossocerus federationis Leclercq, 1961
- Crossocerus fergusoni Pate, 1944
- Crossocerus flavissimus Leclercq, 1973
- Crossocerus flavitarsus (Tsuneki, 1947)
- Crossocerus flavomaculatus Li & He, 2005
- Crossocerus flavopictus (F.Smith, 1856)
- Crossocerus floresus Leclercq, 1978
- Crossocerus fossuleus Leclercq, 1958
- Crossocerus foxi Leclercq & Miller, 2000
- Crossocerus fukuiensis Tsuneki, 1970
- Crossocerus gaboni Leclercq, 2008
- Crossocerus gemblacensis Leclercq, 1968
- Crossocerus gerardi Leclercq, 1956
- Crossocerus glabricornis (Arnold, 1926)
- Crossocerus guerrerensis (Cameron, 1891)
- Crossocerus guichardi Leclercq, 1972
- Crossocerus hakusanus Tsuneki, 1954
- Crossocerus harringtonii (W.Fox, 1895)
- Crossocerus hasalakae Leclercq, 1986
- Crossocerus heinrichi Leclercq, 1974
- Crossocerus heydeni Kohl, 1880
- Crossocerus hingstoni Leclercq, 1950
- Crossocerus hirashimai Tsuneki, 1966
- Crossocerus hirtitibia (Arnold, 1945)
- Crossocerus hiurai Tsuneki, 1966
- Crossocerus hospitalis Leclercq, 1961
- Crossocerus impressifrons (F.Smith, 1856)
- Crossocerus indonesiae Leclercq, 1961
- Crossocerus insolens (W.Fox, 1895)
- Crossocerus inundatiflavus Li & He, 2004
- Crossocerus italicus de Beaumont, 1959
- Crossocerus jason (Cameron, 1891)
- Crossocerus jasonoides Leclercq, 2000
- Crossocerus jubilans (Kohl, 1915)
- Crossocerus kamateensis Tsuneki, 1971
- Crossocerus klapperichi de Beaumont, 1963
- Crossocerus kockensis Leclercq, 1950
- Crossocerus kohli (Bischoff, 1921)
- Crossocerus krombeini Leclercq & Miller, 2000
- Crossocerus kurczewskii Leclercq & Miller, 2000
- Crossocerus larutae Leclercq, 1961
- Crossocerus lentus (W.Fox, 1895)
- Crossocerus leucostoma (Linnaeus, 1758)
- Crossocerus lindbergi (de Beaumont, 1954)
- Crossocerus lipatus Leclercq, 1961
- Crossocerus lippensi Leclercq, 1958
- Crossocerus liquiangi Leclercq, 2009
- Crossocerus lokojae Leclercq, 2008
- Crossocerus lundbladi (Kjellander, 1954)
- Crossocerus maculiclypeus (W.Fox, 1895)
- Crossocerus maculipennis (F.Smith, 1856)
- Crossocerus maculitarsis (Cameron, 1891)
- Crossocerus magniceps Tsuneki, 1977
- Crossocerus malaisei (Gussakovskij, 1932)
- Crossocerus medidentatus Li & Wu, 2003
- Crossocerus megacephalus (Rossi, 1790)
- Crossocerus melanius (Rohwer, 1911)
- Crossocerus melanochilos Pate, 1944
- Crossocerus mexicanus Leclercq & Miller, 2000
- Crossocerus micemarginatus Li & He, 2004
- Crossocerus microcollaris (Li & He, 2001)
- Crossocerus micromegas (de Saussure, 1892)
- Crossocerus miellati Leclercq, 1961
- Crossocerus minamikawai Tsuneki, 1966
- Crossocerus mindanaonis Tsuneki, 1984
- Crossocerus minimus (Packard, 1867)
- Crossocerus minor Tsuneki, 1990
- Crossocerus minotaurus Leclercq, 2009
- Crossocerus minutulus (Arnold, 1944)
- Crossocerus morawitzi (Gussakovskij, 1952)
- Crossocerus mukalanae Leclercq, 1986
- Crossocerus neimongolensis Li & L.F.Yang, 2002
- Crossocerus nemeci Ríha, 2008
- Crossocerus nigritus (Lepeletier de Saint Fargeau & Brullé, 1835)
- Crossocerus nikkoensis Tsuneki & Tanaka, 1955
- Crossocerus nitidicorpus Tsuneki, 1968
- Crossocerus nitidiventris (W.Fox, 1892)
- Crossocerus noonadanus Tsuneki, 1976
- Crossocerus odontochilus Li & Yang, 1995
- Crossocerus onoi (Yasumatsu, 1939)
- Crossocerus opacifrons (Tsuneki, 1947)
- Crossocerus ornatipes (R.Turner, 1918)
- Crossocerus ovalis Lepeletier de Saint Fargeau & Brullé, 1835
- Crossocerus ovchinnikovi Kazenas, 2007
- Crossocerus pakistanus Leclercq, 2009
- Crossocerus palmipes (Linnaeus, 1767)
- Crossocerus parcorum Leclercq, 1958
- Crossocerus patei Leclercq & Miller, 2000
- Crossocerus pazensis Leclercq, 2000
- Crossocerus peckorum Leclercq, 2000
- Crossocerus perpolitus Leclercq, 1978
- Crossocerus perpusillus (Walker, 1871)
- Crossocerus phaeochilos Pate, 1944
- Crossocerus pignatus Leclercq, 1968
- Crossocerus planifemur Krombein, 1952
- Crossocerus pleuracutus Leclercq, 1973
- Crossocerus pleuralis Leclercq & Miller, 2000
- Crossocerus pleuralituberculi Li & He, 2004
- Crossocerus podagricus (Vander Linden, 1829)
- Crossocerus porexus Leclercq, 1968
- Crossocerus pseudochromatipus Leclercq & Miller, 2000
- Crossocerus pseudomexicanus Leclercq & Miller, 2000
- Crossocerus pseudopalmarius (Gussakovskij, 1932)
- Crossocerus pueblensis Leclercq, 2000
- Crossocerus puertagarnicae Leclercq & Miller, 2000
- Crossocerus pullulus (A.Morawitz, 1866)
- Crossocerus punctivertex Leclercq & Miller, 2000
- Crossocerus pusanoides Leclercq, 1963
- Crossocerus pusanus Leclercq, 1956
- Crossocerus pyrrhus Leclercq, 1956
- Crossocerus quadrimaculatus (Fabricius, 1793)
- Crossocerus quinlani Leclercq, 1989
- Crossocerus quinquedentatus Tsuneki, 1971
- Crossocerus rasnitsyni Kazenas, 2011
- Crossocerus raui Rohwer, 1923
- Crossocerus rectangularis (Gussakovskij, 1952)
- Crossocerus repositus (Arnold, 1944)
- Crossocerus rimatus Leclercq, 1963
- Crossocerus riparius (Arnold, 1926)
- Crossocerus ruandensis (Arnold, 1932)
- Crossocerus rubromaculatus Tsuneki, 1982
- Crossocerus rudipunctatus Li & Wu, 2006
- Crossocerus rufiventris Tsuneki, 1968
- Crossocerus rugosilateralis Li & Yang, 2003
- Crossocerus ruwenzoriensis (Arnold, 1926)
- Crossocerus sabahensis Leclercq, 1974
- Crossocerus sauteri Tsuneki, 1977
- Crossocerus sciaphillus Leclercq, 1961
- Crossocerus segregatus Leclercq, 1958
- Crossocerus senonus Leclercq, 1961
- Crossocerus shibuyai (Iwata, 1934)
- Crossocerus shirakii Tsuneki, 1986
- Crossocerus similis (W.Fox, 1895)
- Crossocerus simlaensis (Nurse, 1902)
- Crossocerus sinicus Leclercq, 1954
- Crossocerus slimmatus Leclercq, 1963
- Crossocerus sotirus Leclercq, 1963
- Crossocerus spinigeroides Leclercq & Miller, 2000
- Crossocerus spinigerus (Cameron, 1904)
- Crossocerus stangei Leclercq, 2000
- Crossocerus stictochilos Pate, 1944
- Crossocerus strangulatus (Bischoff, 1930)
- Crossocerus stricklandi Pate, 1944
- Crossocerus styrius (Kohl, 1892)
- Crossocerus subulatus (Dahlbom, 1845)
- Crossocerus sulcatus Li & Fang, 2003
- Crossocerus surusumi Tsuneki, 1971
- Crossocerus suzukii (Matsumura, 1912)
- Crossocerus taiwanus Tsuneki, 1968
- Crossocerus takasago Tsuneki, 1966
- Crossocerus takeuchii Tsuneki & Tanaka, 1955
- Crossocerus tanakai Tsuneki, 1954
- Crossocerus tanoi Tsuneki, 1968
- Crossocerus tarsalis (W.Fox, 1895)
- Crossocerus tarsatus (Shuckard, 1837)
- Crossocerus taru de Beaumont, 1967
- Crossocerus taxus Leclercq, 1956
- Crossocerus toledensis Leclercq, 1971
- Crossocerus tolucae Leclercq, 2000
- Crossocerus topilego Leclercq & Miller, 2000
- Crossocerus traductor (Nurse, 1902)
- Crossocerus tropicalis (Arnold, 1947)
- Crossocerus trucidus Leclercq, 1974
- Crossocerus tsuifengensis Tsuneki, 1968
- Crossocerus tsunekii Leclercq & Miller, 2000
- Crossocerus turneri (Arnold, 1927)
- Crossocerus tyuzendzianus Tsuneki, 1954
- Crossocerus uchidai (Tsuneki, 1947)
- Crossocerus unicus (Patton, 1879)
- Crossocerus unidentatus Li & L.Yang, 2001
- Crossocerus upembae Leclercq, 2008
- Crossocerus ursidus Leclercq, 1956
- Crossocerus vagabundus (Panzer, 1798)
- Crossocerus varus Lepeletier de Saint Fargeau & Brullé, 1835
- Crossocerus vepectineus Li & He, 2004
- Crossocerus viennensis Leclercq, 1968
- Crossocerus walkeri (Shuckard, 1837)
- Crossocerus weeratungei Leclercq, 1986
- Crossocerus wesmaeli (Vander Linden, 1829)
- Crossocerus xanthochilos Pate, 1944
- Crossocerus xanthognathus (Rohwer, 1911)
- Crossocerus xizangensis Li & L.Yang, 2001
- Crossocerus yanoi (Tsuneki, 1947)
- Crossocerus yasumatsui (Tsuneki, 1947)
- Crossocerus yerburii (Cameron, 1898)

## Systématique
Le nom valide complet (avec auteur) de ce taxon est Crossocerus Lepeletier de Saint Fargeau & Brullé, 1835.
Crossocerus a pour synonymes :
- Ablepharipus Perkins, 1913
- Ablepharius
- Acanthocrabro Perkins, 1913
- Ainocrabro Tsuneki, 1954
- Alicrabro Tsuneki, 1968
- Apocrabro Pate, 1944
- Apoides Tsuneki, 1968
- Blepharipus Lepeletier de Saint Fargeau & Brullé, 1835
- Bnunius Tsuneki, 1971
- Coelocrabro Thomson, 1874
- Corenocrabro Tsuneki, 1974
- Cuphopterus A.Morawitz, 1866
- Dolichocrabro Ashmead, 1899
- Epicrossocerus Ashmead, 1899
- Fentis Tsuneki, 1971
- Hoplocrabro Thomson, 1874
- Ischnolynthus Holmberg, 1903
- Microcrabro de Saussure, 1892
- Neoblepharipus Leclercq, 1968
- Nothocrabro Pate, 1944
- Ornicrabro Leclercq, 1973
- Orthocrabro Tsuneki, 1990
- Oxycrabro Leclercq, 1961
- Paroxycrabro Leclercq, 1963
- Stenocrabro Ashmead, 1899
- Stictoptila Pate, 1944
- Synorhopalum Ashmead, 1899
- Thao Tsuneki, 1982
- Towada Tsuneki, 1970
- Yambal Tsuneki, 1990
- Yuchiha Pate, 1944